# Малехів
Мáлехів —село в Україні, у складі Львівської міської громади Львівського району Львівської області. Розташоване в 5 км від центру м. Львова на автодорозі М 06. Адміністративно підпорядковане Шевченківській районній адміністрації міста Львова, але до складу Шевченківського району не входить. 
Населення становить близько 3000 осіб. 

## Історія
Археологічні знахідки свідчать, що поселення на території села існували ще в перші століття нашої ери.
Перша згадка про Малехів в історичних документах сягає 1377 року, у (Akta grodzkie i ziemskie, т. ІІІ, стор. 50) повідомляє правитель Владислав Опольський, що Мандрус Вірменин продав свій фільварк Малохи (так називався тоді Малехів) Янові Маховичу, русинові. 27 лютого 1392 р. львівський міщанин Блорко Петро продав село Ламбацькому Михайлу.  30 вересня 1419 року Владислав Ягайло переносить судочинство у селах Малехів, Жидатичі і Клекотів на німецьке право (Akta grodzkie i ziemskie, т. IV, стр. 101). В 1489 році затверджує король Казимир Ягелончик заміну, здійснену львівськими радниками, сіл Лучани, Нагоряни і Большова (які належали шпиталю Святого Духа), на село Малехів, яке належало Дмитрові Ходорівському. 10 лютого 1695 року прийшли татари вечором в околиці Львова і, минувши Кривчиці, на ніч зупинились під Малеховом.
Після 1771 року в селі збудували костел.
В XVIII ст. село належало церкві та шпиталю св. Духа у Львові.

### Часи Австро-Угорщини
Малехів (пол. Málechow) — село, належало до Львівського повіту, 6 км на пн.-сх. від Львова, одразу на південь від Дублян. На захід лежали Збоїща (тепер Львів), на північ Грибовичі і Дубляни, на схід Ляшки Муровані (тепер Муроване), південний кут території села впирається у Львів. Води з території села плинуть у Полтву. Збираються вони в малий струмок (р. Малехівка), який пливе серединою території села, з пн.-зах. на пд.-сх. до Мурованого, і другий струмок, який пливе зі Збоїщ, з заходу на схід, також до Мурованого. Долини струмків є болотистими. Сільська забудова лежить посередині території села (церква стояла на висоті 272 м). Західною частиною території села пробігала дорога Львів-Жовква. Село було власністю фонду лікарні святого Лазаря у Львові.
В 1880 році було 687 жителів в гміні, 23 на території двору. (431 греко-католик, 266 римо-католиків). Парафія римо-католицька була в селі, деканат Львівський Заміський. Заклав її львівський земський суддя Ян з Хоментова гербу Окша. Був тут мурований костьол святого Михаїла Архангела. До парафії належали Дубляни, Грибовичі, Збоїща. Парафія греко-католицька була також в селі (деканат Львівський Заміський), мала філіал в Дублянах. В селі була церква, школа і гмінна кредитна каса з капіталом 213 злотих. Ґрунти в селі були глинистими.

### Період Польщі
У 1934—1937 років Малехів був центром об'єднаної сільської ґміни Львівського повіту.

### Новітня історія
14 січня 2015 поранений під час обстрілу Станиці Луганської міліціонер помер у лікарні — сержант батальйону особливого призначення «Львів» Дорош Тарас Русланович (30.10.1987 р. н., житель Малехова, Жовківського району). В останню дорогу від дому до кладовища несли Тараса побратими — бійці батальйону «Львів».

## Населення

### Мова
Розподіл населення за рідною мовою за даними перепису 2001 року:
| Мова       | Кількість | Відсоток |
| ---------- | --------- | -------- |
| українська | 2299      | 98.42%   |
| циганська  | 17        | 0.73%    |
| російська  | 16        | 0.68%    |
| польська   | 3         | 0.13%    |
| білоруська | 1         | 0.04%    |
| Усього     | 2336      | 100%     |

## Світлини

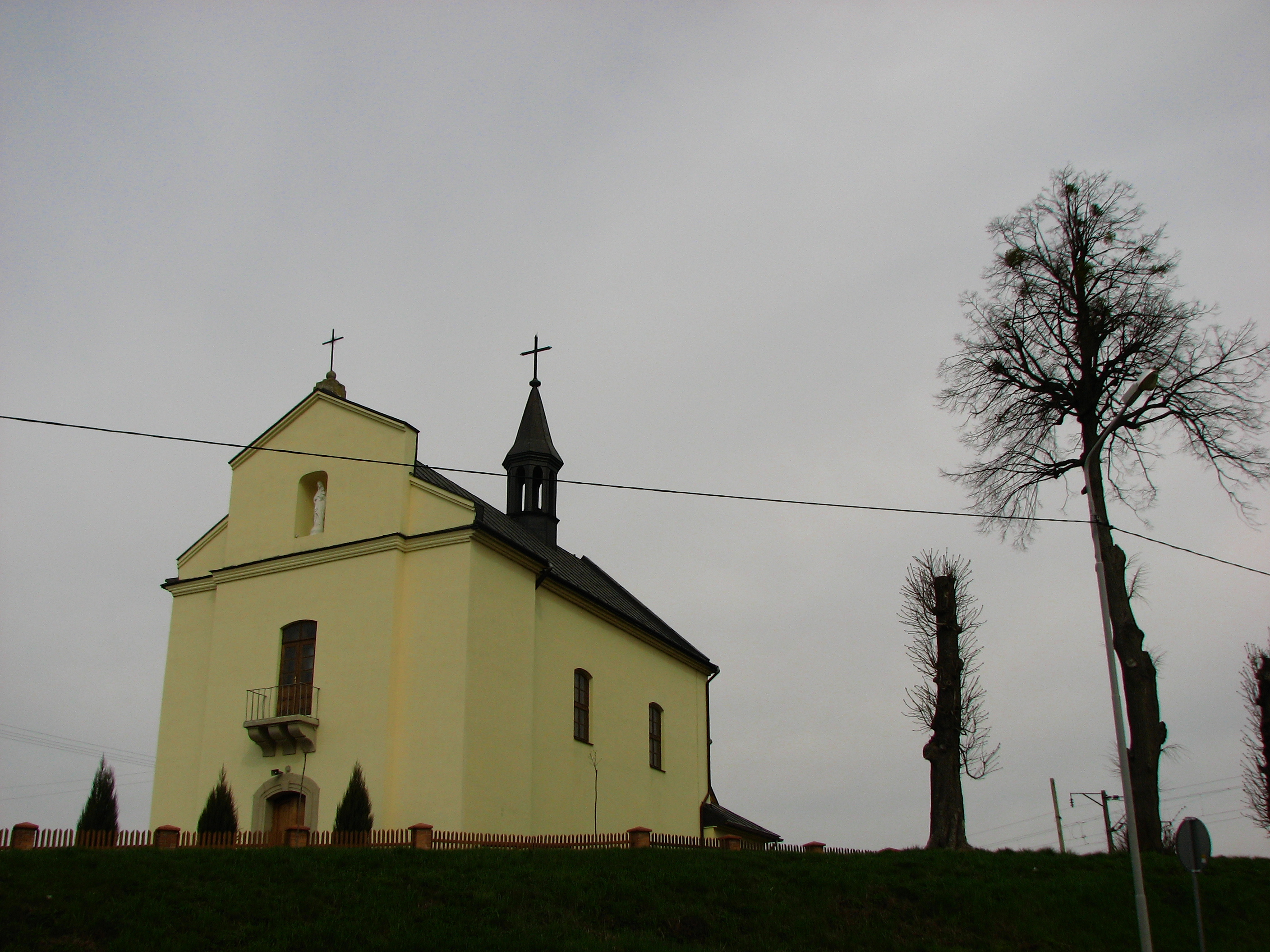
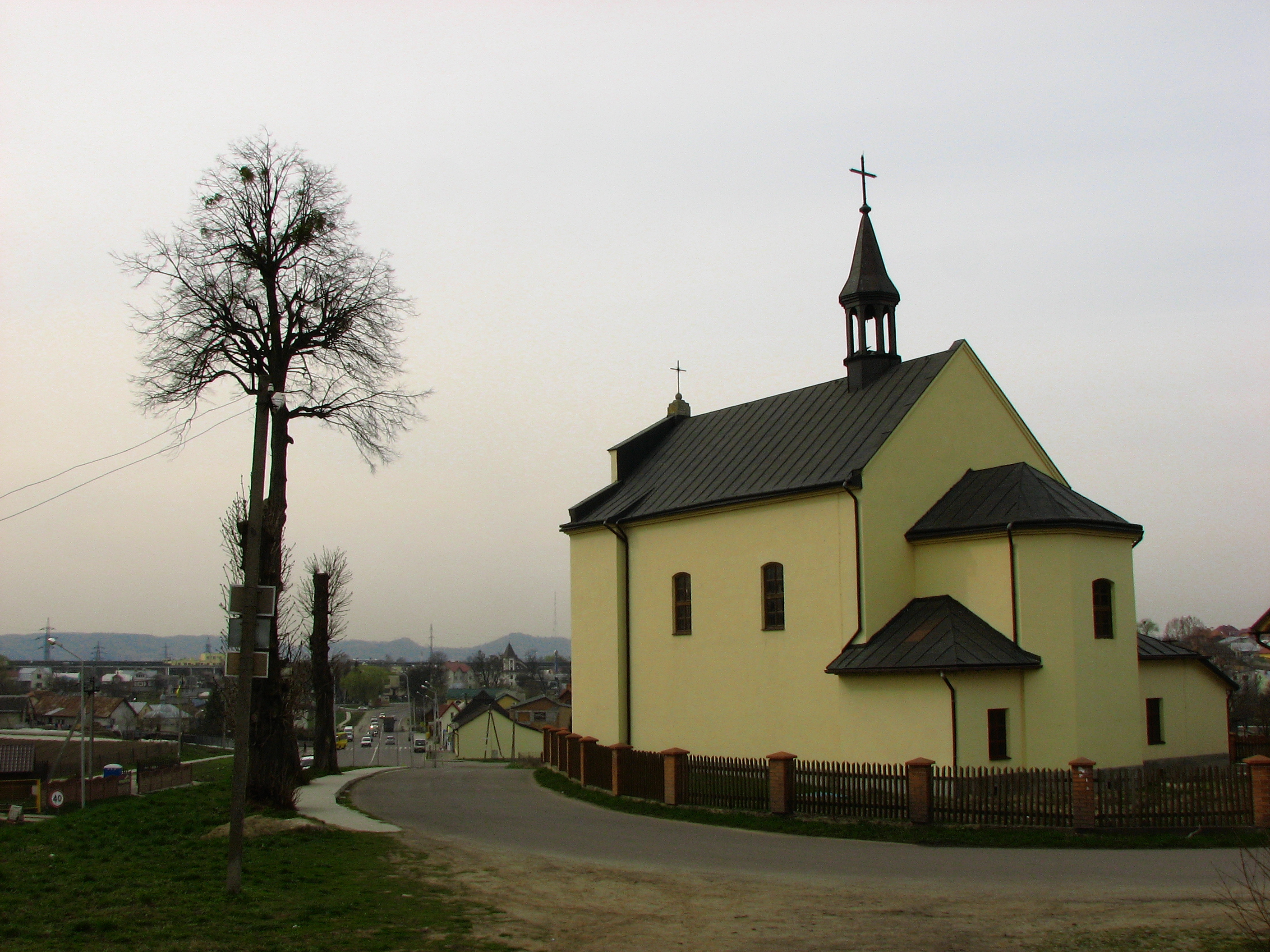
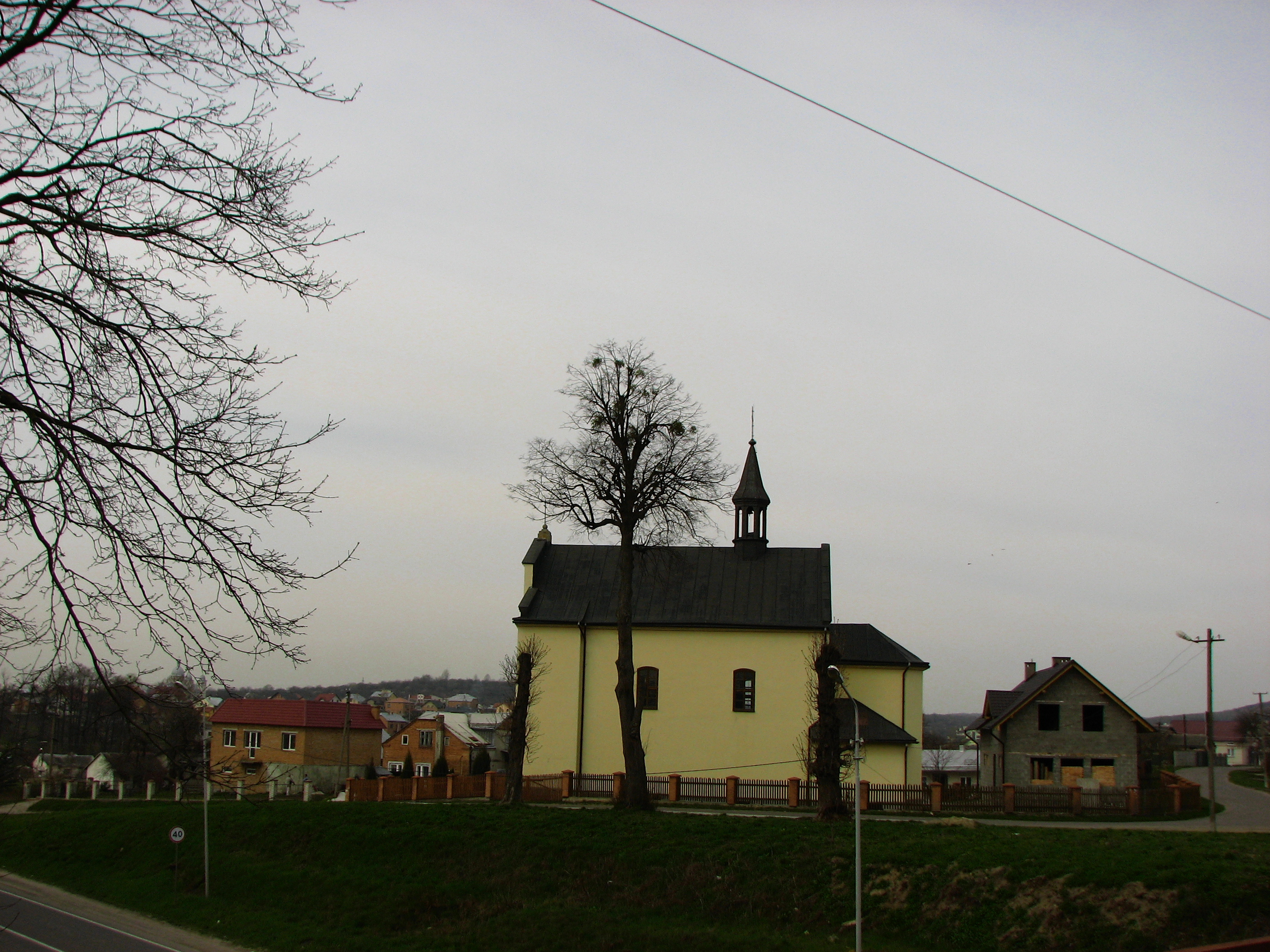
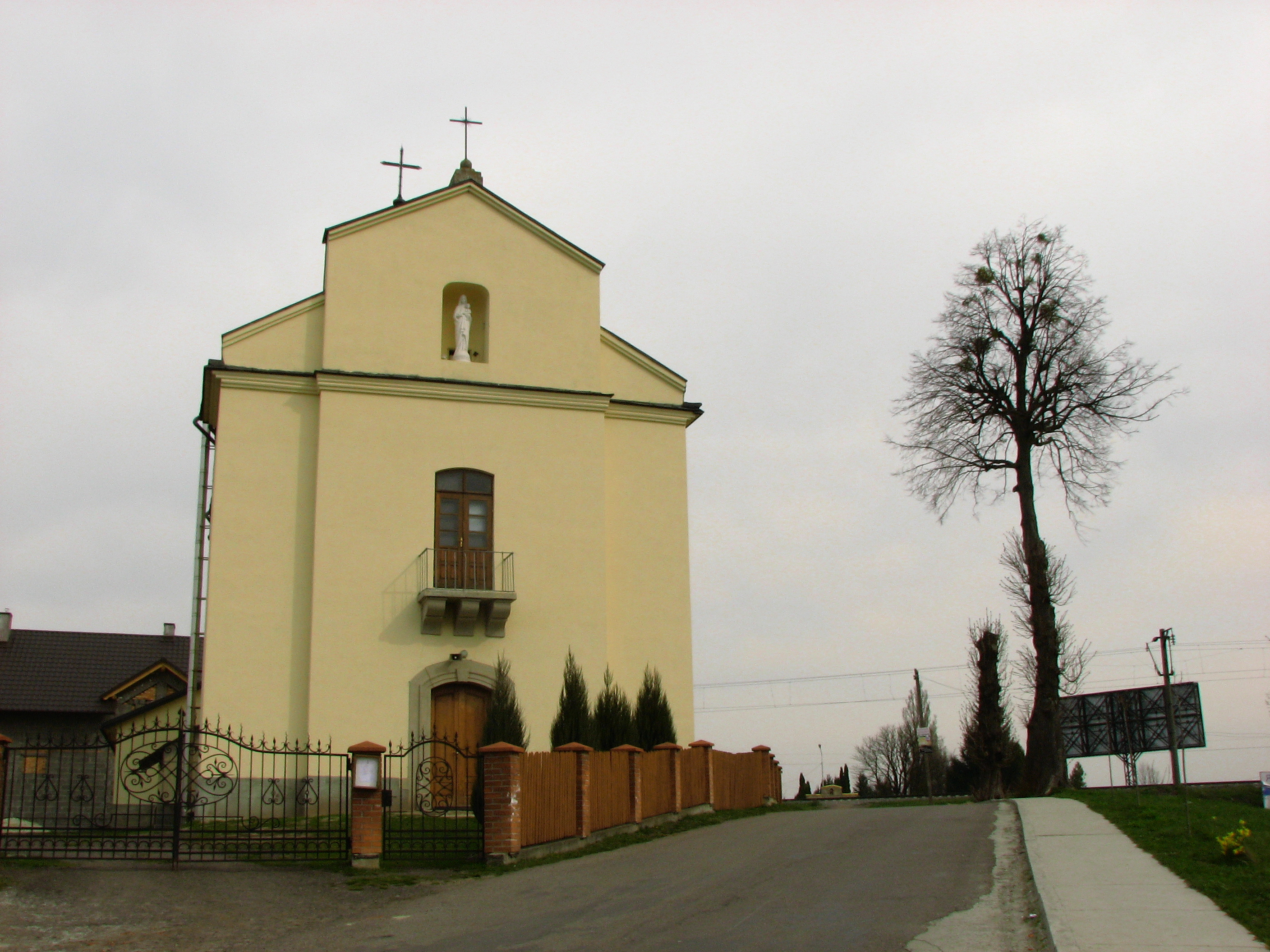
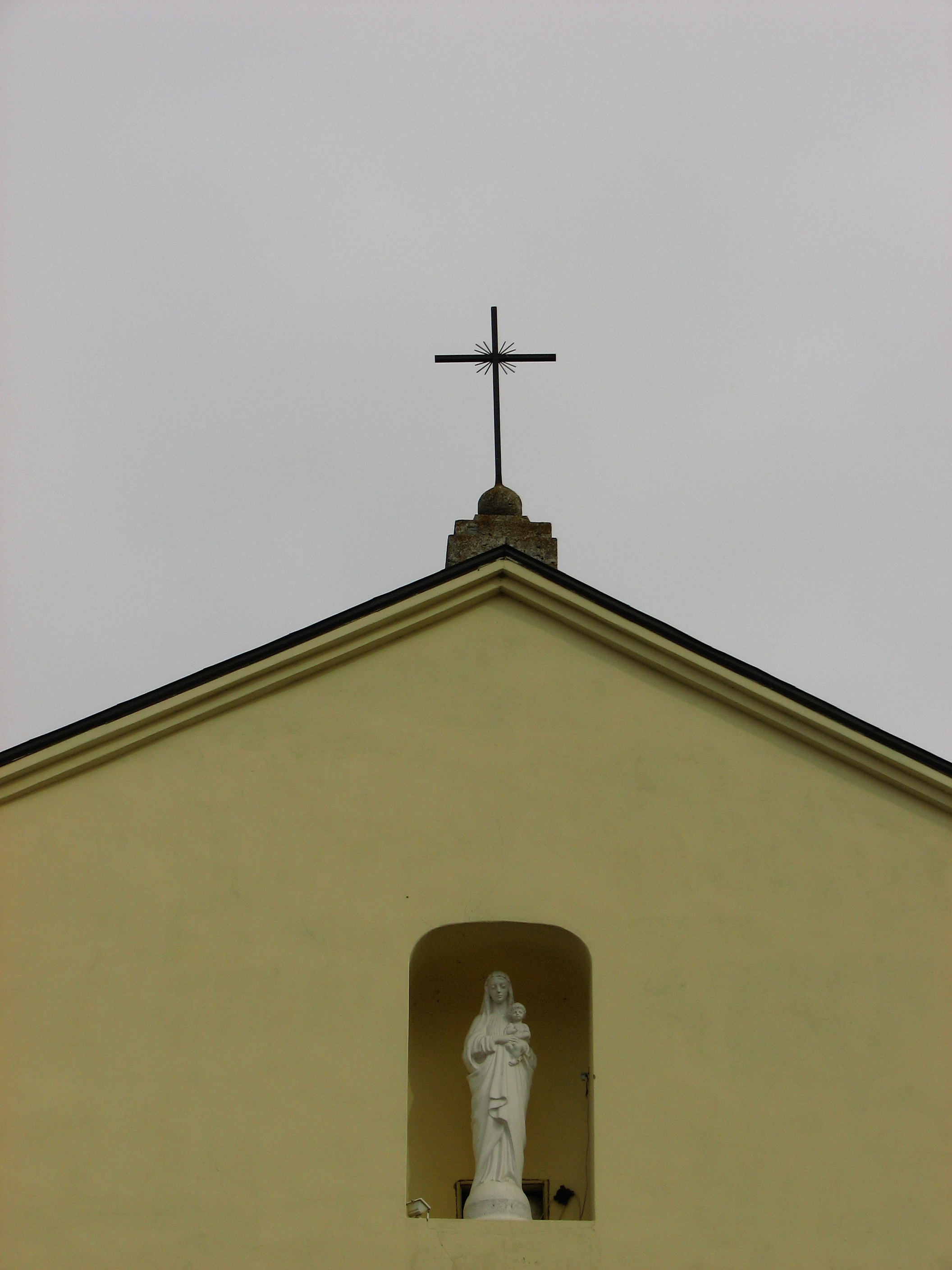
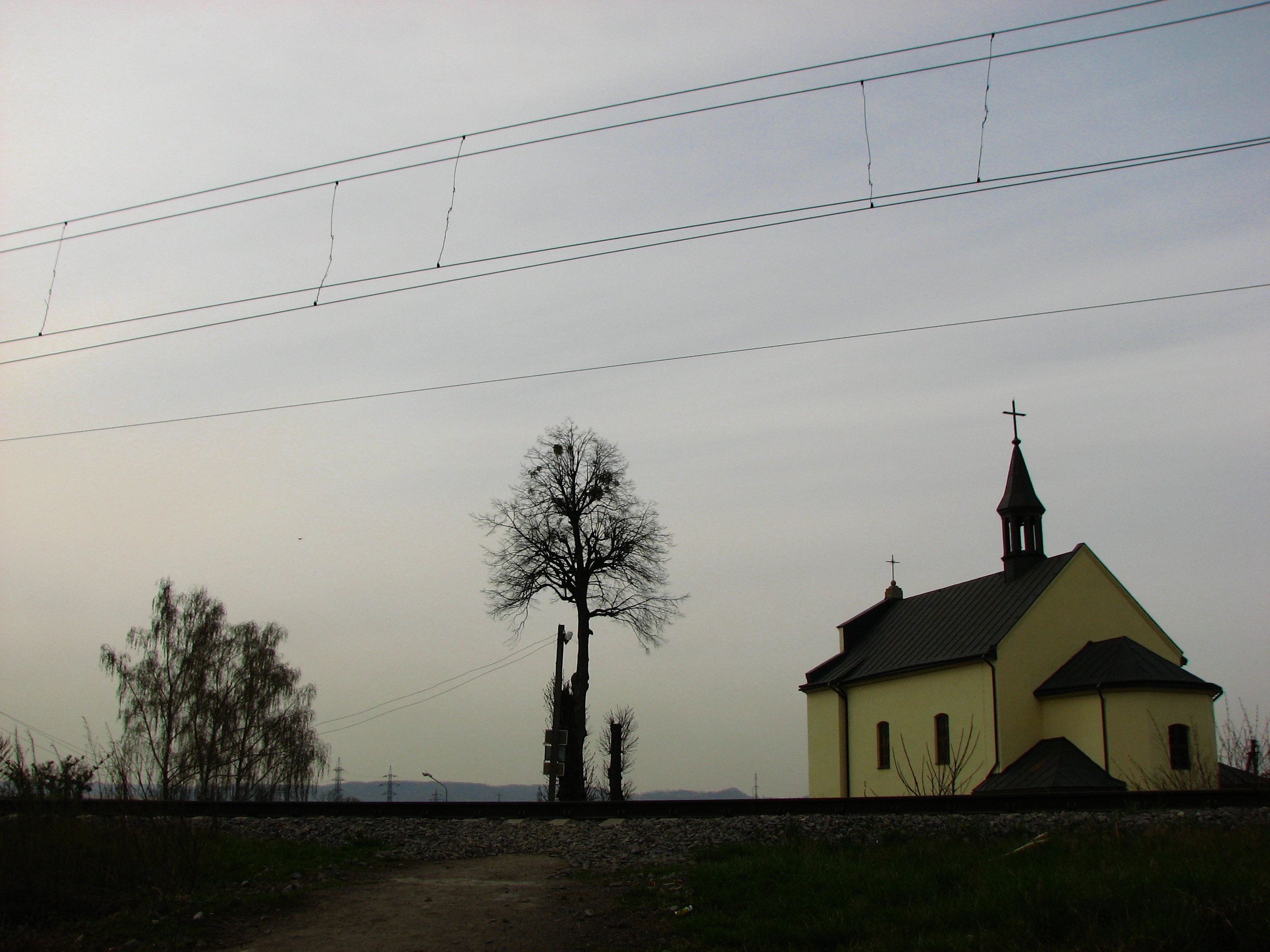

## Економіка
2018 року дохідна частина місцевого бюджету Малехова відносно уточненого річного плану була виконана на 71,3 % — доходи бюджету становили понад 10,2 млн гривень. У структурі дохідної частини переважали податкові надходження — 82,37 % (8,41 млн грн); менший відсоток становили неподаткові надходження — 13,38 % (1,366 млн грн), трансферти з місцевих бюджетів — 2,45 % (250 тис. грн) та доходи від операцій з капіталом — 1,8 % (184 тис. грн).
Витратну частину відносно уточненого річного плану ж було виконано на 41,7 % — село витратило дещо більше 7,3 млн гривень. У структурі витратної частини переважали економічна діяльність — 43,17 % (3,15 млн грн), загальнодержавні функції — 31,64 % (2,31 млн грн) та житлово-комунальне господарство — 15,46 % (1,13 млн грн); менший відсоток становили соціальний захист та соціальне забезпечення — 4,67 % (341 тис. грн), міжбюджетні трансферти — 3,64 % (266 тис. грн), духовний та фізичний розвиток — 1,01 % (74 тис. грн) та охорона навколишнього природного середовища — 0,41 % (30 тис. грн).

## Готелі
- «Древній Град»
- «Status»
- «Warszawa»

## Відомі люди
- о. Володимир Коновалець (1860—2.9.1941, Малехів) — священик УГКЦ, парох у селі в 1890—1941 роках,[14] брав активну участь в українському громадському і політичному житті, стрийко «вождя» ОУН Євгена Коновальця, брат о. Ореста — пароха с. Страдч.[15]
- Кірик Микола Дмитрович (23 липня 1949, с. Лючин, Рівненська область — 14 липня 2014, Львів) — доктор технічних наук, професор, похований у селі Малехів.
- Отець Йосафат (світське ім'я — Павло Воротняк) (1948—2008) — церковний діяч, похований у селі.

### Народилися
- Михайло Бубес — командант сотні УГА, уродженець с. Малехів, вояк Легіону Січових Стрільців з 1914 року[16]
- Дорош Тарас Русланович (1987—2015) — сержант Міністерства внутрішніх справ України, нагороджений орденом «За мужність» III ступеня.
- Володимир Труш (10 вересня 1977 — 31 жовтня 2015) — український військовик, заступник командира роти по роботі з особовим складом, старший викладач факультету культури і мистецтв Львівський національний університет імені Івана Франка.